# 추아당가구

방글라데시 추아당가구

추아당가구(벵골어: চুয়াডাঙ্গা জেলা)는 방글라데시 서부 쿨나구의 행정 구역이다. 서쪽으로는 인도 서벵골주, 북서쪽으로는 메헤르푸르구, 남쪽으로는 조쇼르구, 동쪽으로는 제나이다구, 북쪽으로는 쿠슈티아구와 국경을 접하고 있다. 분할 이전에 추아당가구는 나디아구 아래의 5개 구역 중 하나였다.

## 역사
추아당가구는 영국이 인도를 통치하는 동안 많은 반란을 목격했다. 와하브 운동(1831년), 파라지 운동(1838년~47년), 세포이 항쟁(1857년), 인디고 반란(1859년~60년), 킬라파트 운동(1920년), 스와데시 운동(1906년), 비협력 운동(1906년), 법 위반 및 소금 행진(1920년~40년), 인도를 떠나라 운동 또는 8월 봉기(1942년) 등이 일어났다.
영국 통치하에서 추아당가구는 나디아구 내의 하위 행정 구역이었다. 1947년에는 크리슈나간자나(서벵골주의 나디아구 통치하)를 제외하고 동파키스탄에 편입되었다. 추아당가구의 역사는 영국 통치 기간 동안 나디아구 지명 사전에서 찾을 수 있다. 1971년 4월 10일에 방글라데시의 첫 수도로 선언되었다. 추아당가구는 파키스탄 육군과 독립을 지지하는 무크티 바히니 사이의 100번 이상의 전투가 있었던 곳이다. 추아당가 정부병원 뒤에는 방글라데시 독립 전쟁 당시 방글라데시 집단학살 희생자들의 집단묘지가 있다.

## 지리학
추아당가구의 면적은 1,157.42km2이다. 북동쪽으로는 쿠슈티아구, 북서쪽으로는 메헤르푸르구, 남쪽과 남동쪽으로는 제나이다구와 국경을 접하고 있다. 그것의 남서쪽에는 (인도의 서벵골주에 있는) 나디아구가 있다. 2018년 1월, 이 지역은 방글라데시에서 가장 낮은 온도를 기록했다.

## 인구
| 연도     | 인구      | ±% p.a. |
| -------- | --------- | ------- |
| 1981     | 654,135   | —       |
| 1991     | 807,164   | +2.12%  |
| 2001     | 1,007,130 | +2.24%  |
| 2011     | 1,129,015 | +1.15%  |
| 2022     | 1,234,066 | +0.81%  |
| Sources: |           |         |

2011년 방글라데시 인구 조사에 따르면, 추아당가구는 방글라데시의 구로, 인구는 1,129,015명이며, 이 중 남성은 564,819명, 여성은 564,196명이다. 농촌 인구는 822,858명(72.88%), 도시 인구는 306,157명(27.12%)이었다. 7세 이상 인구의 문맹률은 45.91%로 남성 46.88%, 여성 44.93%였다.

## 같이 보기
- 방글라데시의 구